# Bedjene
Bedjene est une commune de la wilaya de Tébessa en Algérie.